# أميرخان موري
أميرخان أليكوفيتش موري (ولد في 13 نوفمبر 1961، تبليسي، جورجيا) هو رجل أعمال جورجي ورئيس مجلس الإدارة في Regions Group. موري هو كردي-إيزيدي.

## سيرة
تخرج أميرخان موري من جامعة موسكو الحكومية للهندسة البيئية بدرجة في الاقتصاد والإدارة في عام 2003.
أدى خدمته العسكرية في الجيش السوفييتي من عام 1984 إلى عام 1986.
انضم أميرخان موري إلى القوى العاملة في عام 1978، أولاً كموظف مكتب في نظام التحكم الموزع بقسم إدارة البيع بالتجزئة في تبليسي، ثم كمتخصص في التكنولوجيا في معهد أبحاث النظائر المستقرة، أيضًا في تبليسي، جورجيا.
انضم إلى شقيقه لتأسيس واحدة من أوائل الشركات الربحية القادرة على تحقيق الاكتفاء الذاتي في الاتحاد السوفييتي في أواخر الثمانينيات.
يشغل أميرخان موري مناصب تنفيذية في العديد من المنظمات الربحية منذ عام 1992.
وهو أحد مالكي شركة PNTZ (شركة مقرها في بيرفورالسك، منطقة سفيردلوفسك) منذ عام 1998.
كان أميرخان موري عضوًا في مجلس إدارة شركة أورينبورغجيولوجيا منذ عام 2000
كان نائب الرئيس التنفيذي لشركة Pervouralsk Trading House في عامي 2004 و2005
وهو يشغل منصب رئيس مجلس إدارة شركة Regions OAO (الشركة الأم لمجموعة Regions) منذ عام 2008.

## الإنجازات المهنية والتجارية
أميرخان موري هو أحد المالكين الرئيسيين لمجموعة Regions التي تأسست في عام 2004 (إلى جانب عليخان وأميران موتسويفس وألكسندر كاربوف).
تتميز مجموعة Regions بالتركيز على العقارات التجارية، وتمتلك سلسلة من مراكز البيع بالتجزئة والترفيه Iyun ("June") وسلسلة من مراكز التسوق Sibirsky Gorodok ("مدينة صغيرة في سيبيريا") في مدن مختلفة في جميع أنحاء روسيا. وبحسب وسائل إعلام روسية، فإن المجموعة تمتلك 27 منشأة عاملة للبيع بالتجزئة والتجزئة والترفيه بمساحة إجمالية قدرها 600 ألف متر مربع في نهاية عام 2013. ويجري حاليا إنشاء أربعة مرافق أخرى، فضلا عن إنشاء مراكز جديدة للبيع بالتجزئة والترفيه في أومسك وساراتوف وبينزا. وفقًا لقائمة روسيا TOP-100 التي أعدتها شركة INFOLine Developers، تعد مجموعة Regions رابع أكبر مالك للعقارات في روسيا. بالإضافة إلى ذلك، تخطط مجموعة Regions لاستثمار ما يقرب من مليار دولار أمريكي في إنشاء منتزهات DreamWorks Animation الترفيهية في روسيا. وتعتزم المجموعة افتتاح ثلاثة حدائق دريم ووركس للرسوم المتحركة في موسكو وسانت بطرسبرغ ويكاترينبورغ. ويصف أميرخان موري هذا المشروع باعتباره أحد أولوياته للسنوات القليلة القادمة.
أميرخان موري، إلى جانب شركائه في مجموعة Regions، عليخان وأميران موتسوييف، يظهرون بانتظام في قائمة فوربس الروسية لأفضل 10 مالكي عقارات أثرياء في روسيا (سواء محليًا أو دوليًا).
في أغسطس 2013، استحوذ أميرخان موري على حصة 18.5% في شركة بوليوس جولد، وهي شركة كبرى لإنتاج الذهب في روسيا. وتقدر وسائل الإعلام الروسية قيمة الحصة بنحو 1.83 مليار دولار أمريكي.